# Шапошников Володимир Григорович
Володимир Григорович Шапошников (рос. Владимир Григорьевич Шапошников; 11 квітня 1905 — 7 лютого 1942) — радянський астроном.
Родився у Курську. У 1924 закінчив Московський землевпорядний технікум, у 1930 — Московський університет. У 1931–1934 — помічник завідувача службою часу в Державному інституті геодезії і картографії (нині Центральний науково-дослідний інститут геодезії, аерозйомки і картографії), в 1938 — завідувач службою часу Ташкентської обсерваторії, з 1940 до липня 1941 працював в Сімеїзькій обсерваторії. З липня 1941 брав участь у нацистсько-радянській війні, був поранений, після одужання повернувся на фронт, загинув у боях під Харковом.
Наукові роботи присвячені вимірюванню часу і абсолютним визначень координат небесних світил. Розробив так званий принцип зенітної симетрії помилок вимірювання зенітних відстаней і запропонував побудувати на цій основі систему схилень за даними каталогів різних обсерваторій. Ці дослідження були продовжені пулковським астрономом Д. Д. Положенцевим, який на основі зібраних Шапошниковим матеріалів вивів нову оригінальну систему схилень для епохи 1920, реалізовану у вигляді поправок до фундаментального каталогу Льюїса Босса. Для здійснення спостережень за методом Шапошникова на основі його рекомендацій була виготовлена серія радянських зеніт-телескопів ЗТЛ-180, встановлених у Пулковській, Полтавській та Кітабській обсерваторіях, широти яких відрізняються приблизно на 10. Подальша реалізація ідей Шапошникова відображена в планах спостережень радянських астрометристів в Південній півкулі, а також на острові Шпіцберген. Застосування методу Шапошникова забезпечує отримання результатів високої точності у відношенні як випадкових, так і систематичних помилок.